# Espinosa (Minas Gerais)
Espinosa – miasto i gmina w Brazylii, w stanie Minas Gerais.